# Gare de London
La  gare de London à London, en Ontario, est desservie par Via Rail Canada. L'édifice, rénové récemment, fut inauguré en novembre 1969. C'est la quatrième gare la plus fréquentée du Canada.

## Situation ferroviaire
La gare est située à la borne 78,2 milles (125,9 km) de la subdivision Dundas du Canadien National et à la borne 0,0 milles (0 km) de la subdivision Strathroy du CN, entre les gares d'Ingersoll et de Glencoe, et entre les gares de St. Marys et de Strathroy.

## Histoire
La London & Gore Railroad Company a été constituée en société en 1834 pour construire une ligne entre Burlington Bay sur le lac Ontario, la rivière Thames à London et le lac Huron. Aucun progrès n'a été réalisé jusqu'en 1845, date à laquelle la société a été relancée et son nom modifié pour devenir la Great Western Rail Road Company. La construction débuta en 1852 au canal Desjardins sur la baie de Burlington. Le Great Western devait faire partie du chemin de fer principal parrainé par la province du Canada.
La gare de London a ouvert ses portes en 1853 lorsque la ligne a été construite entre les Niagara Falls, Hamilton et London. La ligne est ensuite prolongée jusqu'à Windsor en 1854. Deux compagnies affiliées ont construit des lignes de liaison : entre Toronto et Hamilton en 1855, entre Toronto et Sarnia en 1858. La ligne est prolongée jusqu'à Brantford en 1871 avec l'achèvement du Harrisburg & Brantford Railway.
Entre-temps, le Grand Tronc a prolongé sa ligne vers l'ouest, de Guelph à Stratford en 1856, à St. Marys Junction en 1858, et à Point Edward, près de Sarnia, en 1859.
L'ensemble du réseau du Great Western a été placé sous la juridiction fédérale en 1883 par une loi déclarant que le Great Western était un travail « pour l'avantage général du Canada ». Le Great Western a été officiellement acquis par le Grand Tronc en 1884, et a ensuite été consolidé avec le Grand Tronc.
Le bâtiment original a survécu jusqu'en 1935, date à laquelle il a été démoli pour faire place à une nouvelle gare construite par le Canadien National. La première gare du CN a été démolie et a fait place à deux structures, un immeuble de trois étages au 205 York Street (qui abrite aujourd'hui la Caisse populaire du CN), achevé en 1963, et l'immeuble de dix étages de la tour CN, au 197 York Street, construit en 1969,.
Pendant la démolition du bâtiment de 1969 et la construction de la gare actuelle, les services ferroviaires sont revenus temporairement au bâtiment de 1963. L'ancien bâtiment de la caisse populaire a été intégré à la structure de la gare actuelle après 2001 et le site restant de l'ancienne gare est devenu un stationnement. Les quais des gares précédentes ont été conservés dans la nouvelle gare.
En septembre 2021, Metrolinx a annoncé le lancement d'un projet pilote prolongeant un seul train vers l'ouest de Kitchener à London, desservant des arrêts à Stratford et à St-Marys.

## Service aux voyageurs

### Accueil
Le guichet de Via Rail est ouvert de 5h à 22h15 en semaine, et de 6h45 à 22h15 en fin de semaine. Les passagers de GO Transit qui prennent un train en direction de Toronto doivent acheter un billet sur le site web et le valider dans leur téléphone intelligent, car la borne de la carte Presto n'est pas disponible à cette gare.
La gare est équipée d'une salle d'attente, d'un téléphone payant, des toilettes publiques, d'un guichet automatique bancaire, des distributeurs automatiques, d'un salon affaire, de Wi-Fi. Le salon affaire est ouvert de 6h à 20h30 tous les jours aux voyageurs de la classe Affaires. Les services de consigne et d'enregistrement des bagages sont offerts, et des chariots à bagages sont disponibles aux voyageurs avec bagages lourds. Les voyageurs qui désire enregistrer des bagages sur le train 70 doivent arriver au moins 30 minutes avant le départ. La gare est accessible aux fauteuils roulants.

### Desserte
La gare de London est desservie par quatre allers-retours de Via Rail entre Toronto et Windsor tous les jours, un aller-retour de Via Rail entre Toronto et Sarnia tous les jours, et un aller-retour de GO Transit entre Toronto et London en semaine seulement.

### Intermodalité

#### London Transit
La gare de London est desservie par plusieurs lignes d'autobus de London Transit suivantes :
| Ligne | Terminus                                                                                 | Terminus                                                                                 | Arrêt                                                      | Période de service                        |
| ----- | ---------------------------------------------------------------------------------------- | ---------------------------------------------------------------------------------------- | ---------------------------------------------------------- | ----------------------------------------- |
| 1     | Direction sud vers Pond Mills / Cleveland                                                | Direction nord vers Kipps Lane / Adelaide                                                | Wellington / York                                          | tous les jours                            |
| 2     | Direction est vers le centre commercial Argyle                                           | Direction ouest vers le Centre des sciences naturelles de l'Université Western Ontario   | King / Richmond (dir. est) Queen / Richmond (dir. ouest)   | tous les jours                            |
| 3     | Direction est vers le centre commercial Argyle (arrêt sur Wellington à York)             | Direction ouest vers le centre-ville                                                     | Wellington / York                                          | tous les jours                            |
| 4     | Direction sud vers le centre commercial White Oaks                                       | Direction nord vers le Collège Fanshawe                                                  | Horton / Richmond (dir. sud) Richmond / Horton (dir. nord) | tous les jours                            |
| 5     | Direction est vers le centre commercial Argyle                                           | Direction ouest vers Byron                                                               | King / Richmond (dir. est) Queen / Richmond (dir. ouest)   | tous les jours                            |
| 6     | Direction sud vers l'Institut Parkwood                                                   | Direction nord vers l'Hôpital universitaire de l'Université Western                      | Richmond / King                                            | tous les jours                            |
| 7     | Direction est vers le centre commercial Argyle                                           | Direction ouest vers le centre commercial Westmount                                      | King / Richmond (dir. est) Queen / Richmond (dir. ouest)   | tous les jours                            |
| 9     | Direction nord vers Whitehills                                                           | Direction sud vers le centre-ville                                                       | King / Richmond                                            | tous les jours                            |
| 12    | Direction nord vers le centre-ville                                                      | Direction sud vers Wharncliffe / Wonderland                                              | King / Richmond                                            | tous les jours                            |
| 13    | Direction nord vers le centre commercial Masonville                                      | Direction sud vers le centre commercial White Oaks                                       | Wellington / York (dir. nord) King / Richmond (dir. sud)   | tous les jours                            |
| 15    | Direction nord vers Huron Heights                                                        | Direction sud vers le centre commercial Westmount                                        | King / Richmond                                            | tous les jours                            |
| 19    | Direction nord vers Stoney Creek                                                         | Direction sud vers le centre-ville                                                       | King / Richmond                                            | tous les jours                            |
| 20    | Direction est vers le Collège Fanshawe                                                   | Direction ouest vers Beaverbrook                                                         | King / Richmond (dir. est) Queen / Richmond (dir. ouest)   | tous les jours                            |
| 90    | Direction sud vers le centre commercial White Oaks                                       | Direction nord vers le centre commercial Masonville                                      | King / Clarence (dir. sud) Wellington / Dundas (dir. nord) | tous les jours                            |
| 94    | Direction est vers le centre commercial Argyle                                           | Direction ouest vers le Centre des sciences naturelles de l'Université Western           | King / Clarence (dir. est) Wellington / Dundas (dir. nord) | lundi au vendredi                         |
| 102   | Vers le Centre des sciences naturelles de l'Université Western dans le sens horaire      | Vers le Centre des sciences naturelles de l'Université Western dans le sens horaire      | King / Richmond                                            | lundi au vendredi durant l'année scolaire |
| 104   | Direction sud vers Ridout / Grand                                                        | Direction nord vers le Collège Fanshawe                                                  | Richmond / King                                            | lundi au vendredi durant l'année scolaire |
| 106   | Vers le Centre des sciences naturelles de l'Université Western dans le sens anti-horaire | Vers le Centre des sciences naturelles de l'Université Western dans le sens anti-horaire | Richmond / Queen                                           | lundi au vendredi durant l'année scolaire |

### Autocar interurbain et interrégionaux
FlixBus relie London et Toronto à l'arrêt devant la RBC Place sur York Street. Megabus dessert plutôt le relais routier Flying J sur l'autoroute 401 à Highbury Avenue.
Les villes de Sarnia, de Strathroy-Caradoc et de London offrent une liaison interurbaine entre Sarnia et London. L'arrêt est situé sur York Street à Wellington Street.

### Navette aéroport
Checker Limousine offre un service de navette vers l'Aéroport international de London. La réservation se fait en ligne ou par téléphone (1-519-659-0400).